# Tripseuxoa
Tripseuxoa là một chi bướm đêm thuộc họ Noctuidae.

## Các loài tiêu biểu
- Tripseuxoa deeringi Schaus, 1929
- Tripseuxoa strigata Hampson, 1903